# Чоудхури, Хамид-уль-Хак
Хамид-уль-Хак Чоудхури (англ. Hamidul Huq Choudhury; 1901, Ноакхали, Британская Индия — 18 января 1992, Дакка) — юрист, медиамагнат и политик. По национальности бенгалец. В 1919 году окончил среднюю школу в Калькутте, в 1925 году окончил юридический колледж при Калькуттском университете.

## Биография
После образования Пакистана Хамид-уль-Хак переехал в Дакку и стал одним из сотрудником Верховного суда Дакки. В 1947 году он стал членом провинциального кабинета во главе министерства финансов, а затем работал в министерстве земельных доходов. 
В 1955 году он был избран членом Национальной ассамблеи Пакистана в качестве кандидата от партии Кришак-шрамик. Затем около года занимал пост министра иностранных дел Пакистана и принимал участие в разработке проекта Конституции 1956 года. Он стал министром финансов страны в 1958 году. С 1964 по 1969 год был казначеем Национального демократического фронта (НДФ). 
Хамид-уль-Хак Чоудхури был против народно-освободительной войны Бангладеш в 1971 году. Он отправился в Западный Пакистан в знак протеста против появления независимой Бангладеш. За этот поступок правительство Бангладеш в 1972 году лишило его гражданства. Он вернулся в Дакку в 1978 году с помощью тогдашнего правительства государства. Умер в Дакке 18 января 1992 года.